# Thüringer Waldquell Mineralbrunnen
Die Thüringer Waldquell Mineralbrunnen GmbH ist ein Getränkehersteller aus Schmalkalden im Thüringer Wald und hundertprozentige Tochter der Hassia Gruppe. Er produziert hauptsächlich Mineralwasser, Limonaden und Vita Cola.

## Geschichte
Das Unternehmen wurde im Mai 1991 in Schmalkalden gegründet. Es bezieht sein Mineralwasser aus dem Rennsteigbrunnen, der 1992 erschlossen wurde. 1994 erwarb das Unternehmen die Markenrechte an Vita Cola, die es seitdem produziert und mit dem Slogan „erfrischend anders“ vertrieb. 2005 erwarb Hassia das Unternehmen von der Brau und Brunnen.
Heute ist die Marke Thüringer Waldquell das meistverkaufte Mineralwasser in Thüringen und die Marke Vita Cola die dritt-beliebteste Cola in den neuen Bundesländern. Die Berliner Zeitung schrieb 2004, dass in Thüringen Vita Cola den Konkurrenten Coca-Cola sogar mit einem Marktanteil von 44 Prozent übertrumpfte.
Das Unternehmen beschäftigte im Jahr 2010 etwa 130 Mitarbeiter. 2009 betrug der Absatz alkoholfreier Getränke in Flaschen mehr als 100 Millionen Liter, die hauptsächlich in Thüringen und angrenzenden Regionen vertrieben werden. Neben Mineralwasser und Vita Cola produziert das Unternehmen auch mit Fruchtaroma versetzte Wässer sowie Limonaden in verschiedenen Geschmacksrichtungen. Sie werden unter den Markenbezeichnungen Thüringer Waldquell und Rennsteigbrunnen verkauft.